# A832 road
Die A832 road ist eine A-Straße in der schottischen Council Area Highland. Sie gilt vor allem im westlichen Teil als eine der landschaftlich schönsten Straßen durch die Highlands. Mit kleineren Unterbrechungen verbindet sie die Ost- und Westküste und erschließt einen dünn besiedelten Teil der Highlands.

## Verlauf
Die Straße beginnt am Fähranleger in Cromarty auf der Black Isle, nordöstlich von Inverness. Vom Fähranleger quert eine Autofähre den Cromarty Firth nach Nigg Ferry, südlich von Tain. Von Cromarty verläuft die A832 entlang des Südufers der Black Isle am Moray Firth über Fortrose bis zum Kreisverkehr mit der wichtigen Nord-Süd-Verbindung der A9 und der A835. Westlich davon berührt die Straße kurz das Nordufer des Beauly Firth, bevor sie in Muir of Ord die A833 und die Far North Line kreuzt. Etwa 10 Kilometer westlich von Muir of Ord trifft die A832 erneut auf die A835, kurz nach Querung des River Conon auf der Moy Bridge. Gemeinsam mit der A835 verläuft die A832 südlich von Strathpeffer entlang des Blackwater bis zur kleinen Ortschaft Garve an der Kyle of Lochalsh Line. Während die A835 auf direktem Weg nach Nordwesten in Richtung Ullapool verläuft, führt die A832 weiter nach Westen immer parallel zur Kyle of Lochalsh Line bis zur kleinen Ortschaft Achnasheen, entlang von Loch Luichart und Loch Achanalt. In Achnasheen zweigt die A890 in Richtung Kyle of Lochalsh ab. Die A832 verläuft durch das landschaftlich eindrucksvolle Glen Docherty nach Nordwesten nach Kinlochewe. Dort zweigt die A896 nach Torridon und Shieldaig ab.
Nördlich von Kinlochewe beginnt der landschaftlich eindrucksvollste Teil der A832, die hier durch einige der entlegensten Gebiete der Northwest Highlands führt. Zunächst verläuft sie zwischen dem bis zu 1010 m hohen Massiv des Beinn Eighe, einem  Biosphärenreservat der UNESCO, und dem Loch Maree. Am Südufer führt die Straße fast das gesamte Loch Maree entlang, bis sie sich nach Westen wendet. Über einen kurzen, noch als Single track road geführten Abschnitt erreicht die Straße Gairloch an der Westküste. Nördlich von Gairloch bietet die Straße einen weiten Ausblick bis zu den Äußeren Hebriden und der Nordspitze der Isle of Skye. Die A832 führt weiter entlang der Küste, schneidet aber diverse Halbinseln ab. In Poolewe erreicht sie Loch Ewe und führt an Inverewe Garden vorbei. Es folgen die kleinen Ortschaften Aultbea und Laide, an der Gruinard Bay passiert die A832 Gruinard Island. Durch weitgehend unbewohntes Gebiet verläuft die A832 schließlich nördlich des bis auf 1062 Meter aufragenden An Teallach am Ufer des Little Loch Broom entlang und passiert die kleine Ansiedlung Dundonnell, anschließend folgt die Schlucht des Dundonnell River. Etwa 20 km nach Dundonnell endet die A832 bei Braemore Junction, der Einmündung in die A835.

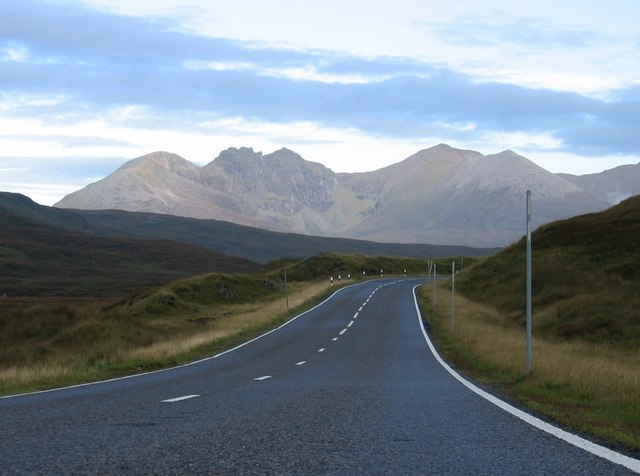
Die A832 zwischen Gairloch und Ullapool, im Hintergrund das Massiv des An Teallach
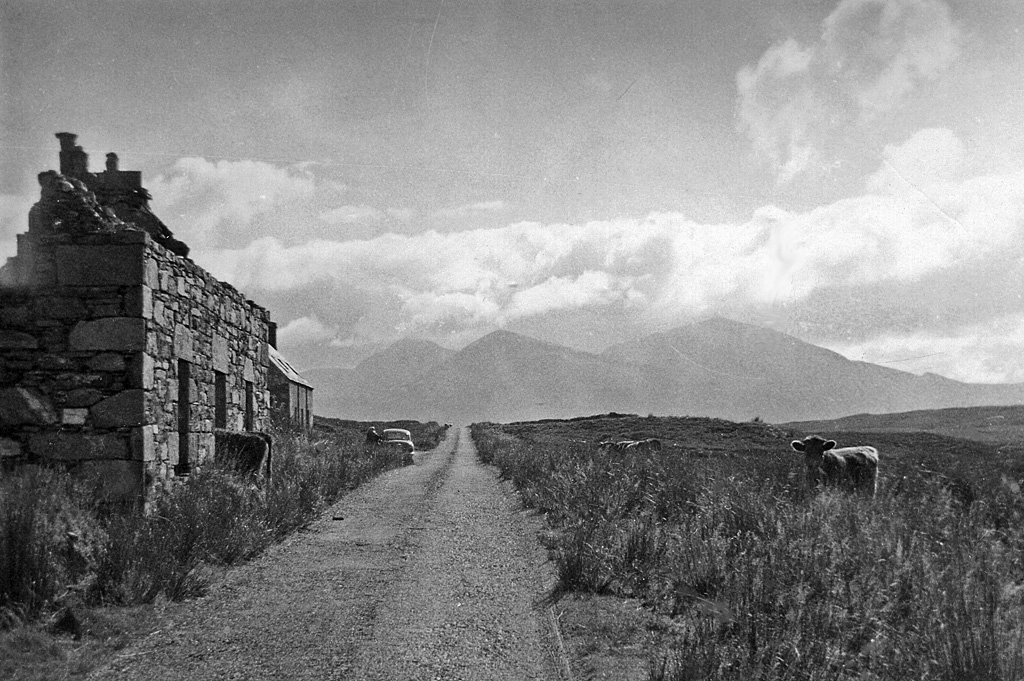
Die A832 im Jahr 1957 bei Dundonnell, im Hintergrund die Berggruppe der Fannichs
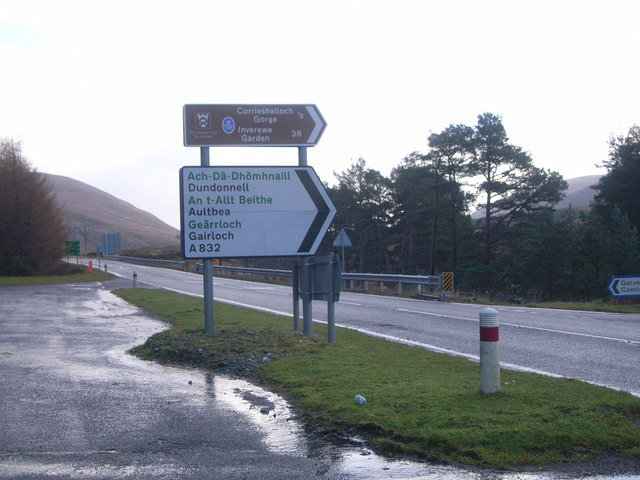
Braemore Junction, Abzweig der A832 von der A835

Die A832 besitzt eine Gesamtlänge von 184,3 km, nicht gerechnet den Abschnitt auf der A835 zwischen dem Nordende der Moy Bridge über den River Conon und Garve. Im „Local Plan Wester Ross“ der Council Area soll die A832 wie auch die A835 aufgrund ihrer landschaftlichen Schönheit als „scenic route“ gesichert werden. Zwischen Muir of Ord und Achnasheen sowie zwischen Kinlochewe und Braemore Junction ist die A832 Teil der Ferienstraße North Coast 500.

## Geschichte
Die ältesten Teile der heutigen A832 westlich von Achnasheen entstanden als Abschnitte von Militärstraßen, die nach den Aufständen der Jakobiten in der Mitte des 18. Jahrhunderts in den Highlands angelegt wurden. Bis dahin hatte es in diesem Bereich der Northwest Highlands keine für Fahrzeuge benutzbaren Wege gegeben. Die Kartoffelfäule, die die Hungersnot in Irland von 1845 bis 1849 ausgelöst hatte, hatte auch in Schottland die Kartoffelernte erheblich beeinträchtigt. Als Notstandsmaßnahme finanzierte das schottische Destitution Committee (auf Deutsch Armutskomitee) unter anderem Straßenbauten in den Highlands. Wesentliche Teile der A832 entlang von Loch Maree und zwischen Poolewe und Braemore Junction entstanden so ab 1847, die Straße trägt daher noch heute den Beinamen „Destitution Road“. Die heutige Nummer erhielt die A832 bereits 1922 mit der Einführung der Straßenklassifizierung in Großbritannien. Ab den 1970er Jahren wurden weite Abschnitte der Straße zweispurig ausgebaut, zuletzt um 2005 der Abschnitt zwischen Achnasheen und Kinlochewe, so dass seitdem lediglich noch ein kurzer Abschnitt zwischen dem Westende von Loch Maree und Gairloch als Single track road verblieben ist.